# قائمة الدول حسب سعر الصرف العائم
قائمة الدول حسب سعر الصرف العائم، المعلومات الموجودة هنا من موقع الاقتصاد والعالم لعام 2014:
- ألبانيا
- أستراليا
- البرازيل
- كندا
- تشيلي
- التشيك
- جمهورية الكونغو الديمقراطية
- الاتحاد الأوروبي
- النمسا
- بلجيكا
- قبرص
- إستونيا
- فنلندا
- فرنسا
- ألمانيا
- اليونان
- جمهورية أيرلندا
- إيطاليا
- لوكسمبورغ
- مالطا
- هولندا
- البرتغال
- سلوفينيا
- إسبانيا
- غانا
- المجر
- آيسلندا
- إسرائيل
- اليابان
- المكسيك
- نيوزيلندا
- النرويج
- الفلبين
- بولندا
- الصومال (as of December 1989)
- جنوب أفريقيا
- كوريا الجنوبية
- السويد
- سويسرا
- تركيا
- المملكة المتحدة
- الولايات المتحدة
- زامبيا